# Полевой, Андрей Иванович
Андрей Иванович Полевой (14 октября 1915, Грязные, Себежский уезд, Витебская губерния, Российская империя — 1 января 2001, Тольятти, Самарская область) — советский строитель, Герой Социалистического Труда.

## Биография
Родился в 1915 году в крестьянской семье. C 1935 года работал слесарем на паровозовагоноремонтном заводе. В 1937—1940 годах проходил службу в РККА. Участвовал в Великой Отечественной войне, был призван в 1941 году, на фронте с июля 1942 года.
Служил командиром танка Т-60 в 8-й гвардейской танковой бригаде. В боях на Юго-Западном фронте в ноябре 1942 года участвовал в освобождении четырёх населённых пунктов, уничтожил до взвода солдат противника, 7 миномётов и 5 артиллерийских орудий. Его танк был подожжён гранатой, но Полевой сумел вывести горящий танк с поля боя. За эти бои Андрей Иванович был награждён орденом Великой Отечественной войны I степени.
После увольнения в запас работал на стройках. С 1957 года работал бригадиром комплексной бригады арматурщиков-монтажников управления «Куйбышевгидрострой» на строительстве Куйбышевской ГЭС им. В. И. Ленина. По его предложению стали применяться 18-метровые арматурные блоки, также он предложил использовать портальные краны попарно для установки тяжёлых конструкций, и внедрял соединение в крупные узлы и предварительную сборку контрольных ферм. Его бригада на строительстве ГЭС смонтировала более 8 тысяч тонн металлоконструкций.
В дальнейшем работал прорабом треста «Жилстрой-3» управления «Куйбышевгидрострой». Принимал участие в строительстве заводов Синтезкаучук, электротехнического завода, АвтоВАЗа, а также жилых кварталов и объектов соцкульбыта.
В 1977 году окончил Тольяттинский политехнический институт.

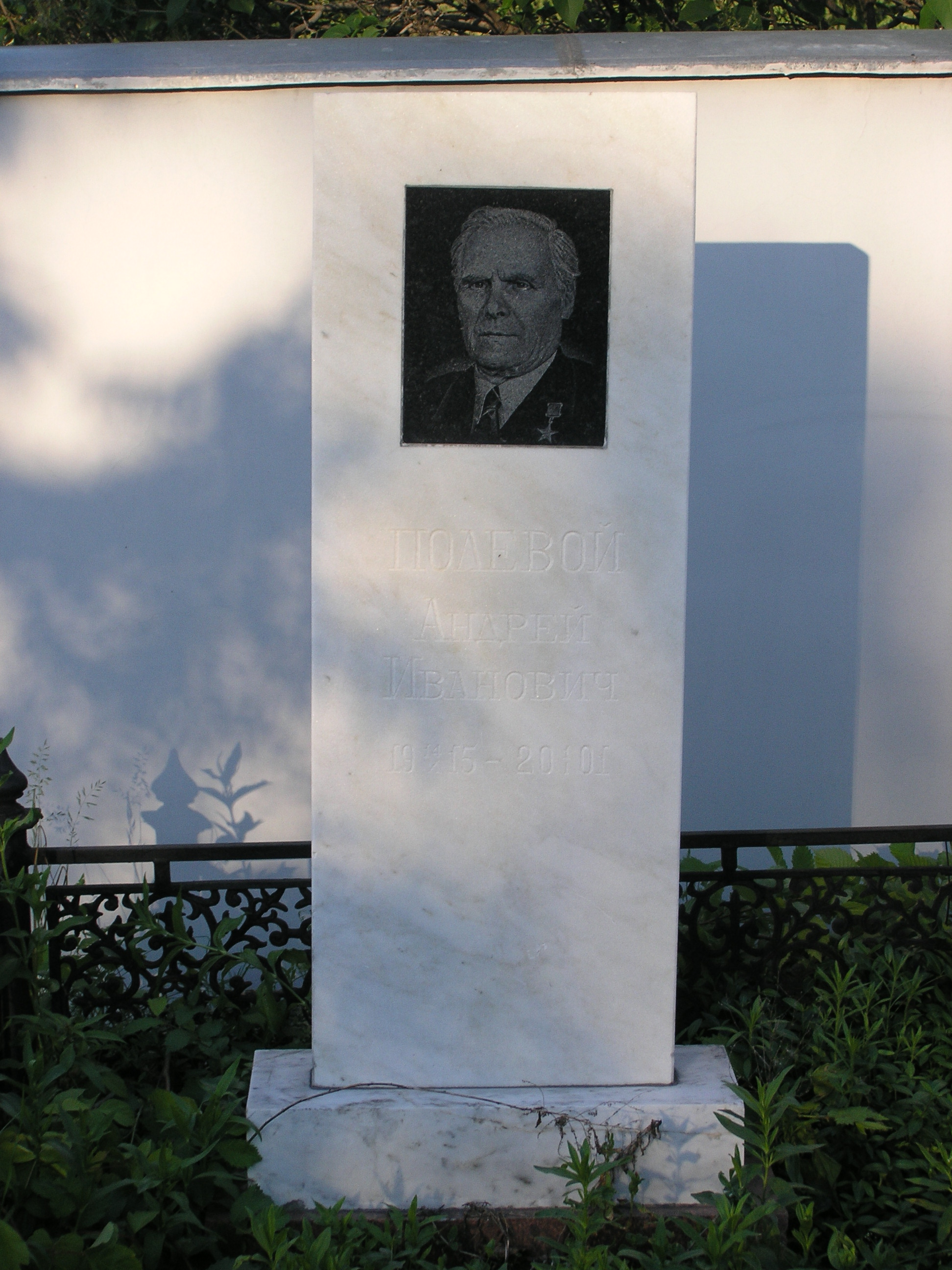
Могила

Умер в Тольятти в 2001 году, похоронен на Баныкинском кладбище.

## Награды и звания
- Герой Социалистического Труда (9 августа 1958) — «за выдающиеся успехи, достигнутые в сооружении Куйбышевской гидроэлектростанции, большой вклад, внесенный в разработку и внедрение новых прогрессивных методов труда в строительство гидросооружений и монтаж оборудования электростанций»;
- Орден Ленина (9 августа 1958);
- Орден Октябрьской Революции;
- Два ордена Отечественной войны I степени (10.01.1943; 1985);